# ورونیکا دودارووا
ورونیکا بوریسوونا دودارووا (آسی: Дудараты Барисы чызг Вероникæ؛ ۵ دسامبر ۱۹۱۶ – ۱۵ ژانویهٔ ۲۰۰۹) یک رهبر ارکستر اهل روسیه و از نژاد آسی بود.
او نخستین زنی در کشور روسیه در قرن بیستم بود که جایگاه موفقی در رهبری ارکستر سمفونیک کسب کرد. وی از سال ۱۹۴۷ میلادی، رهبر «ارکستر سمفونیک ایالتی مسکو» بود و به مدت ۶۰ سال، این ارکستر و سایر ارکسترهای روسیه را رهبری کرد و خودش پایه‌گذار «ارکستر سمفونیک روسیه» شد.
ورونیکا دودارووا دانش‌آموختهٔ کنسرواتوار سن پترزبورگ (در رشتهٔ نوازندگی پیانو) و همچنین کنسرواتوار دولتی چایکوفسکی مسکو (در رشتهٔ رهبری ارکستر) بود و در طول حیاتِ هنری خود، برندهٔ جوایز گوناگونی شد که از آن میان، می‌توان به جایزه هنرمند مردمی اتحاد جماهیر شوروی اشاره کرد.
از فیلم‌ها یا مجموعه‌های تلویزیونی که وی در آن‌ها نقش داشته‌است می‌توان به «ابله» و «بال‌ها» اشاره نمود.